# Академическое музыкальное училище при Московской государственной консерватории имени П. И. Чайковского
Академическое музыкальное училище при Московской государственной консерватории имени П. И. Чайковского (в 2004—2015 годах — колледж) — федеральное государственное бюджетное профессиональное образовательное учреждение в Москве, одно из ведущих музыкальных средних учебных заведений в России и на постсоветском пространстве. В силу расположения в Мерзляковском переулке неофициально училище часто называют «Мерзляковкой».

## Общие сведения
В настоящее время в Училище существуют следующие отделения:
- фортепианное отделение
- струнное отделение
- отделение духовых и ударных инструментов
- вокальное отделение
- дирижерско-хоровое отделение
- теоретическое отделение
- отделение по обучению иностранных граждан

Также преподаются общеобразовательные дисциплины.
При училище действует Детская музыкальная школа, а также Сектор педагогической практики.
В училище существует библиотека, студия и кабинет звукозаписи, фонотека, спорткомплекс, мастерская по ремонту музыкальных инструментов.

## История

### До 1917 года
Училище было основано 12 октября 1891 года в Москве как Общедоступное музыкальное училище В. Ю. Зограф-Плаксиной. Основательницей училища была 25-летняя выпускница Московской консерватории Валентина Юрьевна Зограф-Плаксина, которая училась у Сергея Танеева и В. Сафонова. По её инициативе в педагогический коллектив училища приглашались замечательные музыканты — выпускники Московской консерватории, инструменталисты оркестра Большого театра. Училище стремилось сделать свои занятия общедоступными благодаря умеренной плате за обучение, а также за счёт организации воскресных и вечерних классов для желающих.
В училище можно было поступить с семи лет (то есть начальный этап обучения был аналогичен современной музыкальной школе). Срок обучения соответствовал консерваторскому и составлял девять лет (для певцов — пять). Учебные планы были сходными с учебными планами консерватории, а программы фортепианного и вокального отделений почти не отличались.
С первых дней в училище преподавали такие музыканты как то: скрипач А. Л. Плаксин (супруг В. Зограф-Плаксиной), служивший в оркестре Большого театра, виолончелист, участник домашнего трио Н. Ф. фон Мекк, П. А. Данильченко, контрабасист П. А. Нацкий, сольное пение и вокальный ансамбль в училище преподавал известный певец (бас) и оперный режиссёр В. С. Тютюнник. Первым преподавателем музыкально-теоретических предметов был композитор и теоретик И. Н. Протопопов. Сама В. Зограф-Плаксина вела класс фортепиано, среди её первых учениц была юная Марина Цветаева.
К 1918 году в училище было 246 учеников.

### С 1919 до 1960 года
В первой половине 1919 года дореволюционные частные музыкальные учебные заведения были национализированы. К осени того же года училище Зограф-Плаксиной было реорганизовано в Шестую московскую государственную музыкальную школу, Валентина Юрьевна осталась её директором.
С осени 1922 года Шестая московская государственная музыкальная школа стала называться Четвёртым государственным музыкальным техникумом. Годом позднее ему было присвоено имя братьев Антона и Николая Рубинштейнов: музыкантов, стоявших у истоков первых специальных музыкально-образовательных учреждений России — Петербургской и Московской консерваторий.
В то же время происходит смена поколений педагогического состава. Коллектив преподавателей пополнился такими известными музыкантами, как А. А. Берлин и М. И. Ямпольский (струнный отдел), И. И. Дубовский (музыкально-теоретические дисциплины). Важным событием в жизни техникума явилось открытие в 1925 году творческого (теоретико-композиторского) отдела. Инициаторами стали учащиеся класса И. И. Дубовского. С 1926 года в техникуме — впервые за всю его историю — начали регулярно функционировать классы всех духовых инструментов.
В 1929 году сеть средних музыкальных учебных заведений столицы снова подверглась реорганизации. Техникум имени братьев Рубинштейн был объединен с техникумом имени А. Н. Скрябина (бывшей школой Селиванова) и стал называться Московским областным музыкальным техникумом, педагогический состав которого в результате слияния оказался сильнейшим в стране. К моменту объединения в состав педагогов фортепианного отдела техникума им. братьев Рубинштейн входили А. Б. Гольденвейзер, пианист и композитор А. М. Дзегелёнок; друг и аккомпаниатор Ф. И. Шаляпина, пианист, композитор и дирижёр Ф. Ф. Кенеман, известный теоретик фортепианной игры Г. П. Прокофьев, только что окончивший консерваторию по классу А. Б. Гольденвейзера Р. Ю. Чернов. Из техникума им. Скрябина в новое учебное заведение вошли: бывший директор техникума, фортепианный педагог и автор популярных пьес для детей В. А. Селиванов; пианист, составитель многих педагогических серий, друг С. В. Рахманинова В. Р. Вильшау и другие педагоги. На теоретико-композиторском отделе преподавали многие авторитетные композиторы и музыковеды: А. В. Александров, С. Н. Василенко, И. И. Дубовский, Д. Б. Кабалевский, А. Ф. Мутли, И. В. Способин, В. В. Хвостенко.
В начале 30-х годов реорганизации были продолжены. 9 января 1934 года Московский областной музыкальный техникум был включен в учебный комбинат консерватории.
С 1 сентября 1936 года Техникум стал именоваться Музыкальным училищем при консерватории. Эти преобразования происходили при инициативном участии Р. Л. Блюман, которая возглавила учебное заведение в 1929 году и оставалась его директором в течение тридцати лет, до 1959 года.
В 1934 году в училище было основано дирижёрско-хоровое отделение. На нём стали работать хормейстеры, преподаватели Московской консерватории В. П. Мухин и К. Б. Птица. В 1939 году был организован сводный хор дирижёрско-хорового и вокального отделений, первым руководителем которого была З. В. Муравьева: до этого учащиеся посещали хор в консерватории и там же проходили дирижёрскую практику.
К концу 1930-х годов училище превратилось в один из ведущих методических центров страны по начальному и среднему образованию. Именно здесь были созданы первые в СССР серии сборников учебных программ для музыкальных училищ (1937 и 1940), а также большинство программ для ДМШ.
В годы Великой Отечественной войны училище не было эвакуировано и продолжало работать в Москве. Многие из его учащихся и педагогов ушли на фронт. В память о погибших в училище установлена мемориальная доска с их именами.
В годы войны среди педагогов училища были: А. Н. Александров, С. Н. Кнушевицкий, С. Е. Фейнберг, А. И. Ямпольский и другие)
В 1950-е годы в учебные планы вводились новые дисциплины: «дирижирование» на духовом отделении, «методика преподавания сольфеджио» и «методика преподавания музыкальной литературы» на теоретическом отделении. Поступали в училище по-прежнему на конкурсной основе — по результатам вступительных испытаний. С 1957 года в училище начали обучаться и иностранные студенты.
В 1959 году директором училища стал С. Т. Кальянов, ранее занимавший должность заместителя директора Центральной музыкальной школы.

### После 1960 года
В 1961 году директором училища стала Лариса Леонидовна Артынова. К этому времени она уже в течение 15 лет являлась членом его педагогического коллектива: вела концертмейстерский класс и музыкальную литературу. Л. Л. Артынова руководила училищем до 2001 года, затем была его почетным директором и, таким образом, посвятила ему всю свою жизнь. Ей удалось сохранить и развить лучшие традиции учебного заведения, а многие нововведения — в частности, «посвящение в профессию» (с 1981 по 2006 год и с 3 сентября 2012 года) и прохождение музейной практики студентами 4 курса теоретического отделения (с 1981 по 2015 годы, совместно с В. В. Базарновой) в Доме-музее П. И. Чайковского в Клину, — стали традициями для последующих поколений.
В период руководства Л. Л. Артыновой расширилась материальная база училища. Оно стало обладателем ещё одного здания, перестроенного из общеобразовательной школы (1964 год), общежития в центре города, занимаемого прежде консерваторией (1969 год), и спортивного комплекса с бассейном (1987 год). В училище установили два органа фирмы Sauer (1967 и 1968 годы), обновили парк музыкальных инструментов, на современном техническом уровне оборудовали кабинет звукозаписи и организовали систему трансляции в классы.
На дирижёрско- хоровом отделении в 70 е −80 е годы преподавали педагоги: Т. Н. Твердислова, Ю. В. Бибин, М. Н. Александровская, М. В. Королева, А. Г. Белокуров, З. В. Муравьева, И. М. Усова, Е. А. Красотина, Т. И. Смирнова, А. Г. Белокуров, З. К. Леонова. Руководителем хорового класса был А. П. Александров. Известные выпускники: Максимов В. Р., Лецкая Н.Д[значимость факта?].
С 2002 года директором училища является В. П. Демидов — выпускник и преподаватель музыкально-теоретических дисциплин училища, кандидат искусствоведения, Заслуженный учитель РФ.
В 2004 году состоялось переименование Училища в Академический музыкальный колледж (АМК) при Московской консерватории. В конце июня 2014 года приказом Министерства культуры РФ колледжу был возвращен его исторический статус училища, но перерегистрация учебного заведения продлилась до 2015 года.

Вывеска на входе в училище с сентября 2015 года

## Орган

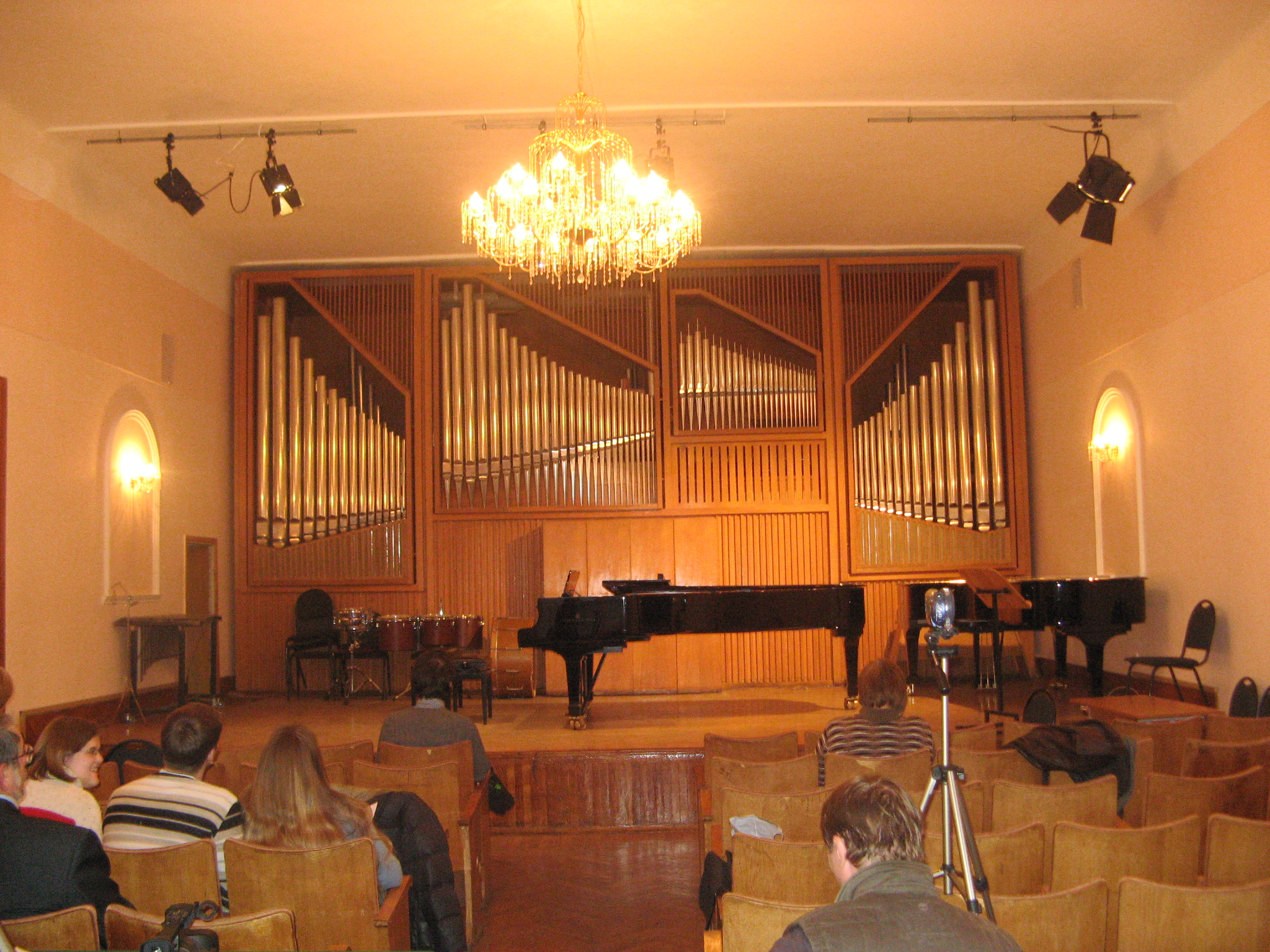
Орган «Зауэр» в Концертном зале училища

Училище является обладателем двух духовых органов немецкой фирмы «Зауэр» (нем. Sauer, Франкфурт-на-Одере, ГДР) с механической игровой и регистровой трактурами и виндладами системы шлейфладе. 
Первый орган в училище, Opus 1873, был установлен в Концертном зале в 1967 году. Орган имеет 21 регистр, 2 мануала и педаль (21/II/P). Открытие состоялось 14 сентября 1967 года и было отмечено концертом профессора Веймарской Высшей музыкальной школы Иоганна-Эрнста Кёлера. 18 декабря 1968 года состоялось открытие второго органа — Opus 1875, установленного в 29 классе училища. Орган имеет 10 регистров, 2 мануала и педаль (10/II/P). Помимо духовых органов в училище имеется один учебный цифровой орган, расположенный в 15 классе.
Специальность «Орган» была открыта только в 2002 году, ранее обучение игре на органе являлось факультативной дисциплиной. В 2005—2006 учебном году в училище состоялся первый выпуск по этой специальности. До 2010 года училище являлось единственным учебным заведением в Москве, где можно было получить среднее профессиональное образование по этой специальности, а с 2010 года специальность «орган» имеется также в Училище имени Гнесиных.
| I. Manual C-g3 |      |
| Quintade       | 16’  |
| Principal      | 8’   |
| Spillflöte     | 4’   |
| Octave         | 4’   |
| Spitzflöte     | 4’   |
| Nasat          | 2/3’ |
| Nachthorn      | 2’   |
| Mixtur 5—6 f.  |      |

| II. Manual C-g3 |      |
| Holzgedackt     | 8’   |
| Rohrflöte       | 4’   |
| Principal       | 2’   |
| Quinte          | 1/3’ |
| Sifflöte        | 1’   |
| Scharf 3—4 f.   |      |
| Krummhorn       | 4’   |
| Tremolo         |      |

| Pedal C-f1        |     |
| Subbass           | 16’ |
| Octavbass         | 8’  |
| Bassflöte         | 8’  |
| Rohrpommer        | 4’  |
| Rauschpfeife 5 f. |     |
| Posaune           | 16’ |

| I. Manual C-g3 |      |
| Quintade       | 16’  |
| Principal      | 8’   |
| Spillflöte     | 4’   |
| Octave         | 4’   |
| Spitzflöte     | 4’   |
| Nasat          | 2/3’ |
| Nachthorn      | 2’   |
| Mixtur 5—6 f.  |      |

| II. Manual C-g3 |      |
| Holzgedackt     | 8’   |
| Rohrflöte       | 4’   |
| Principal       | 2’   |
| Quinte          | 1/3’ |
| Sifflöte        | 1’   |
| Scharf 3—4 f.   |      |
| Krummhorn       | 4’   |
| Tremolo         |      |

| Pedal C-f1        |     |
| Subbass           | 16’ |
| Octavbass         | 8’  |
| Bassflöte         | 8’  |
| Rohrpommer        | 4’  |
| Rauschpfeife 5 f. |     |
| Posaune           | 16’ |

| I. Manual C-g3 |    |
| Rohrflöte      | 8’ |
| Principal      | 4’ |
| Waldflöte      | 2’ |
| Mixtur 3—4 f.  |    |

| II. Manual C-g3 |      |
| Holzgedackt     | 8’   |
| Spitzflöte      | 4’   |
| Principal       | 2’   |
| Quinte          | 1/3’ |

| Pedal C-f1 |     |
| Subbass    | 16’ |
| Gemshorn   | 8’  |
| Spitzoctav | 4’  |

| I. Manual C-g3 |    |
| Rohrflöte      | 8’ |
| Principal      | 4’ |
| Waldflöte      | 2’ |
| Mixtur 3—4 f.  |    |

| II. Manual C-g3 |      |
| Holzgedackt     | 8’   |
| Spitzflöte      | 4’   |
| Principal       | 2’   |
| Quinte          | 1/3’ |

| Pedal C-f1 |     |
| Subbass    | 16’ |
| Gemshorn   | 8’  |
| Spitzoctav | 4’  |

Оба органа имеют стандартный набор копул: II/I, I/P, II/P.

## Награды
- Благодарность Президента Российской Федерации (8 августа 2022 года) — за заслуги в развитии отечественной культуры и искусства, многолетнюю плодотворную деятельность[3].